# Зої Фіціу
Зої Фіціу (14 вересня 1995 , Салоніки ) — грецька веслувальниця, бронзова призерка Олімпійських ігор 2024 року.

## Виступи на Олімпіадах
| Олімпіада  | Дисципліна               | Місце |
| ---------- | ------------------------ | ----- |
| Париж 2024 | парні двійки, легка вага | 3     |

## Зовнішні посилання
- Зої Фіціу на сайті World Rowing (англійська)
- Зої Фіціу на сайті Olympics.com (англійська)